# Wang Zhenyi
Wang Zhenyi (chinesisch 王貞儀 / 王贞仪, Pinyin Wáng Zhēnyí) (* 1768; † 1797), auch bekannt als Jiangning Nüshi, war eine chinesische Astronomin, Mathematikerin und Dichterin während der Qing-Dynastie und somit eine der wenigen weiblichen Universalgelehrten der späten Kaiserzeit. Bekannt wurde sie hauptsächlich durch astronomische Experimente, mit denen sie erstmals das Phänomen von Mondfinsternissen wissenschaftlich erklärte. Zusätzlich verfasste sie wissenschaftliche Artikel und Mathematikbücher in einer für Anfänger verständlichen Sprache sowie zahlreiche Gedichte. Nach ihr ist der Venuskrater Wang Zhenyi benannt.

## Leben
Zhenyis Familie stammte ursprünglich aus der Provinz Anhui, war jedoch schließlich ins heutige Nanjing nach Jiangning gezogen. Zhenyi war die jüngere von zwei Töchtern. Ihr Vater Wang Xichen war Arzt und Autor einer Sammlung von Arzneirezepten. Ihr Großvater Wang Zhefu (王者辅) hatte als Gouverneur von Xuanhua gedient und hatte sich im Laufe seiner Karriere eine Sammlung von über 75 Büchern zugelegt. Da sie von Büchern umgeben war, lernte Zhenyi schon sehr früh Lesen und las sämtliche Bücher in der Bibliothek ihres Großvaters, darunter die Werke des Mathematikers Mei Wending und Euklids Elemente. Von ihrem Großvater wurde sie anfangs in Astronomie und Mathematik unterrichtet, ihre Großmutter Dong brachte ihr Lyrik bei und ihr Vater Medizin und Geografie.
Wang Zhefu verlor schließlich seinen Posten und wurde nach Jilin verbannt. Als Zhenyi 11 Jahre alt war, starb er und sie begleitete ihre Großmutter, ihren Vater und andere Verwandte auf der Reise nach Jilin zu der Beerdigung. Die Reise inspirierte sie zu einigen Gedichten und in Jilin, wo sie fünf Jahre lang mit ihrer Großmutter bleiben sollte, traf sie andere, gebildete Frauen, mit denen sich ein reger Austausch entwickelte. So wurde sie eine Schülerin der Bu Qianyao, mit der sie die Sprache der Han-Chinesen studierte, und machte die Bekanntschaft der gelehrten Frauen Bai Hexian und Chen Wanyu. Auch lernte sie von der Ehefrau eines mongolischen Generals Reitsport und Bogenschießen.
Im Alter von 16 Jahren kehrte Zhenyi nach Hause zurück, begleitete ihren Vater jedoch weiterhin auf Reisen, u. a. nach Peking, Shaanxi, Hunan, Hubei und Guangdong. Die Erfahrungen, die sie unterwegs machte und die damals normalerweise Männern vorbehalten waren, ließen Zhenyi stets für Gleichberechtigung von Männern und Frauen plädieren. „Wenn über Lernen und Wissenschaften gesprochen wird, denken die Leute nicht an Frauen [...] Frauen sollten nur kochen und nähen und sollten sich nicht bemühen, Artikel für Veröffentlichungen zu schreiben, Geschichte zu studieren, Gedichte zu verfassen oder Kalligrafie zu betreiben.“ In einem ihrer Gedichte schrieb sie:
Es wird geglaubt,

Dass Frauen wie Männer sind;

Bist du nicht überzeugt,

Dass auch Töchter heroisch sein können?
Im Alter von 18 Jahren begann Wang Zhenyi sich eingehend mit Mathematik und Astronomie zu beschäftigen. Zusätzlich knüpfte sie Kontakte mit anderen Gelehrten in Jiangning und nannte sich Jiangning Nüshi (Deutsch: Gelehrte aus Jianging). Mit 25 Jahren heiratete Zhenyi Zhan Mei und zog mit ihm nach Xuancheng. Dort unterrichtete sie Schüler in Mathematik und Astronomie. Allerdings musste sie aufgrund ihrer neuen Pflichten ihre dichterische Tätigkeit stark einschränken und war häufig krank.
Wang Zhenyi starb kinderlos im Alter von nur 29 Jahren. Kurz vor ihrem Tod sandte sie ihre Manuskripte an ihre beste Freundin Qian Yuling (auch bekannt als Madam Kuai), die sie sechs Jahre später ihrem Neffen Qian Yiji gab, einem berühmten Gelehrten. Yiji stellte die 5 Bände Einfache Gesetzmäßigkeiten von Berechnungen zusammen und schrieb das Vorwort, in dem er Wang Zhenyi als „die gelehrteste Frau seit Ban Zhao“ bezeichnete. Laut einem Artikel der Zeitung Xuzuan Jiangning fuzhi von 1880 hinterließ sie insgesamt zwölf Bücher, davon sechs Bücher über Astronomie und Mathematik, die jedoch nicht erhalten sind. Texte über die beiden Wissenschaften befinden sich in ihrem einzigen erhaltenen Werk, Die vorläufige Sammlung des Denfeng-Pavillons.

## Astronomie und Mathematik
Obwohl ihr Großvater sie eine Weile lang in Astronomie und Mathematik unterrichtet hatte, eignete Wang Zhenyi sich das meiste Wissen im Selbststudium an. Eines der wichtigsten Bücher für sie war Mei Wendings Prinzipien der Berechnung. Damals waren naturwissenschaftliche Bücher oft in der schwierigen Sprache der Aristokratie abgefasst. Um das Wissen auch Anfängern und den einfachen Leuten zugänglich zu machen, begann Zhenyi verständlichere Versionen zu schreiben und vereinfachte dabei mehrere Dutzend mathematische Beweise. Auch benutzte sie ein vereinfachtes Multiplikations- und Divisionssystem. In ihren Studien des Satzes des Pythagoras beschrieb sie das Verhältnis der Seiten eines rechtwinkligen Dreiecks und erklärte Trigonometrie. Zhenyi sagte über ihre Studien: „Es gab Zeiten, in denen ich meinen Stift niederlegen musste und seufzte. Aber ich liebe das Fach. Ich gebe nicht auf.“ Im Alter von 24 Jahren veröffentlichte sie das Ergebnis ihrer Studien als Buch unter dem Titel Einfache Gesetzmäßigkeiten der Berechnungen.
Ihre Kenntnisse in Mathematik nutzte sie, um den Sternenhimmel zu beobachten und astronomische Experimente durchzuführen. So gelang es ihr, eine einfache Methode für die Berechnung der Äquinoktien zu finden und ihre Bewegung zu erklären. Auch studierte sie die Bewegungen von Sonne, Mond und den Planeten zueinander und im Verhältnis zur Erde, deren Kugelgestalt und Schwerkraft sie erklärte. Ihr berühmtestes Experiment ist die Simulation einer Mondfinsternis. Dazu stellte sie einen runden Tisch in den Gartenpavillon, um die Erde zu simulieren, hing eine Lampe auf, die die Sonne darstellen sollte, und benutzte einen Spiegel anstelle des Mondes. Indem sie mit den Objekten die Bewegungen von Erde, Sonne und Mond imitierte, erkannte sie, wie eine Mondfinsternis entstand, eine revolutionäre Erkenntnis für die damalige Zeit. Noch immer war der Aberglaube weit verbreitet, dass eine Finsternis von zornigen Gottheiten ausgelöst wurde, und nach ihrem Experiment schrieb Zhenyi: „Tatsächlich liegt es eindeutig am Mond.“ Ihre Erkenntnisse, bemerkenswert akkurat, hielt sie in diversen Aufsätzen fest.
Während der Qing-Dynastie begann sich der westliche Kalender in China zu verbreiten. Während viele chinesische Gelehrte sich seiner Einführung widersetzten, gehörte Wang Zhenyi zu den Befürwortern. Dank ihrer Kenntnisse verstand und bewunderte sie die Genauigkeit des westlichen Kalenders, der auf der Sonne beruhte. „Was zählt, ist seine Nützlichkeit, nicht ob er chinesisch oder westlich ist.“ Die Nützlichkeit ihrer eigenen Studien des Himmels zeigte sie auf, als sie Wolken beobachtete und versuchte die Luftfeuchtigkeit der Atmosphäre zu messen. Die auf diese Weise gewonnenen Daten nutzte sie für Wettervorhersagen, insbesondere um Dürren oder Überschwemmungen anzukündigen. Mit ihren Methoden und Erkenntnissen war sie ihrer Zeit weit voraus und 1994 würdigte die Internationale Astronomische Union ihre Verdienste um die Astronomie, indem sie einen Venuskrater Wang Zhenyi nannte.

## Poesie
Ein Großteil der Gedichte Wang Zhenyis entstand auf ihren Reisen. Besonders ihre erste, weite Reise nach Jilin hinterließ einen tiefen Eindruck bei ihr. Zum ersten Mal meisterte sie Situationen, die sonst nur Männer erlebten, und sah mit eigenen Augen, was innerhalb des chinesischen Reiches geschah. Ein autobiografisches Gedicht beschreibt, wie die Reise, als aktiver, maskuliner Lebensstil, sie veränderte:
Ich entsinne mich meiner vergangenen Reisen durch Gebirge und Meere,

Und wie schnell ich Flüsse durchquerte und Berge bestieg.

Ich wanderte zehntausend Meilen und las zehntausend Bände.

Meinen Ehrgeiz verglich ich einst mit einem stärkeren als dem eines Mannes.

Nach Lintong im Westen und Heishui im Osten

Ritt ich begeistert als Mädchen ein Pferd, um die Kutsche anzutreiben.

Auch lernte ich Bogenschießen und Reitsport

Und war abgeneigt, mit Make-up ein Pferd zu reiten.
Zhenyi zufolge waren diese Erfahrungen der Grund, warum sie, wie Yuan Mei sagte, keine Poesie „wie von Frauen geschrieben“ verfasste. Typisch weibliche Poesie beinhaltete in der damaligen Zeit Rhapsodien und eine blumige Sprache. Im Gegensatz dazu galt Zhenyis Stil als maskulin. Eine Freundin schrieb Zhenyi, sie hätte den femininen Stil abgelöst durch einen prägnanten, robusten Stil, woraufhin Zhenyi mit Bezug auf ihre Reisen antwortete:

„Die Gebirge und Flüsse auf dem Weg waren herrlich genug, um meinen Horizont zu erweitern. Aus diesem Grund bemerkte ich es nicht, wenn meine Persönlichkeit wilder wurde. Wie konnte ich beim Schreiben bewusst über robuste und prägnante Stile nachdenken und woher sollte ich die Zeit nehmen, um mich für den vorzüglichen oder minderwertigen [Stil] zu entscheiden? [...] Ich vermied bewusst einen femininen Stil.“

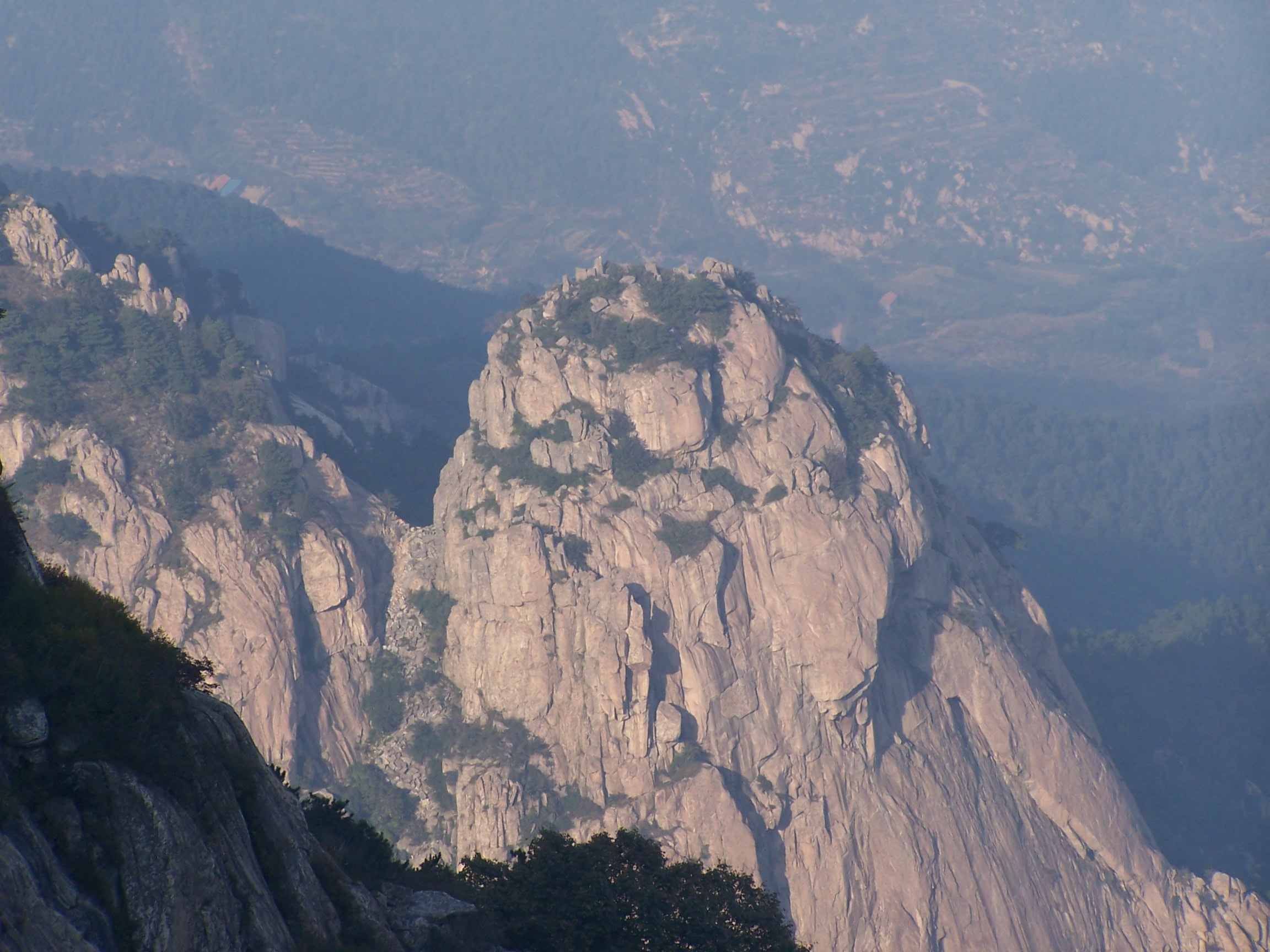
Der Berg Tai Shan, Thema eines Gedichts Wang Zhenyis

Ein weiterer Aspekt ihrer Reisepoesie war die Beschreibung eindrucksvoller Landschaften, wie ihr Besuch des Tai Shan. Beeindruckt von dem Berg und seiner Atmosphäre schrieb Wang Zhenyi ein Gedicht über ihn, das sie eigenen Angaben zufolge nicht hätte schreiben können, ohne den Berg mit eigenen Augen gesehen zu haben. Anders als andere Dichter fokussierte sie dabei nicht auf die Pilger, die den Göttern Opfer brachten, sondern auf den Anblick des Berges und im Vergleich dazu ihre eigene Kleinheit. Damit betonte sie einmal mehr, welchen Einfluss Reisen auf Dichtung hatte. Auch schilderte sie mitunter schonungslos, welches Elend sie auf der Reise bei den unteren Schichten der zu schnell gewachsenen Bevölkerung vorfand:
Das Dorf verlassen vom Rauch der Kochstellen,

Reiche Familien lassen gehortetes Getreide verfaulen;

Mit Wermut bestreut sind erbärmlich verhungerte Leiber,

Dennoch erhöhen gierige Beamte die Abgaben für die Farmen.
Yanning Wang interpretiert Zhenyis Stil als ein Plädoyer für die Rückkehr zu den klassischen Formen. Heutzutage sind lediglich die Gedichte ihrer Vorläufigen Sammlung des Defeng-Pavillons erhalten.

## Bekannte Veröffentlichungen

### Aufsätze
- Disput über den Zug der Äquinoktien
- Disput über Längen und Sterne
- Die Erklärung einer Mondfinsternis
- Über die kugelförmige Erde
- Die Erklärung des Satzes des Pythagoras und der Trigonometrie

### Bücher
- Die Notwendigkeiten der Berechnung
- Die vorläufige Sammlung des Defeng-Pavillons (Originaltitel: Denfengting zhuji), 6 Bände
- Notizen, 10 Bände
- Erklärungen der Konstellationen
- Ergänzende Informationen zu westlichen Berechnungen
- Die gesammelten Verse einer Frau
- Einfache Gesetzmäßigkeiten der Berechnungen, 5 Bände
- Jenseits des Studiums der Mathematik, 4 Bände
- Rezension ausgewählter Prosa, Lyrik und Fu, 10 Bände[4]